# 月音瑚奈
月音瑚奈（日语：／ Tsukine Kona ，2003年8月20日—）是日本女性聲優，暱稱為こなち，隸屬於Apollo Bay。在2022年4月2日以前以三浦瑚都（日语：／ Miura Koto）的名義活動。

## 經歷
月音瑚奈出生於神奈川縣。她在小學高年級時參加了Amuse的童星試鏡，開啟了她的演藝生涯。在中學時期，她還參與了《屁屁偵探》主題曲的合唱。隨後在2020年4月1日，她轉投Amuse的子公司，即Live Viewing Japan旗下的聲優部門Apollo Bay。
她對《Love Live!》系列產生興趣的契機，是在小學時期和父親一起參加了μ's的演唱會。在高中就讀期間，她得知了《Love Live! Superstar!!》的試鏡，並嘗試參加了兩次，但均未成功入選。
在高中畢業前夕，她參加了《Love Live! 蓮之空女學院學園偶像俱樂部》的試鏡，並成功通過了試鏡。當她參加蓮之空的試鏡時，正值選擇未來進路的時刻，如果未能通過試鏡，她原本計劃要繼續升學或是就業。而當時的她由於參加試鏡過於興奮，結果忘記申請志願學校。

## 人物
她的興趣包括聆聽音樂和彈吉他。儘管擁有多種興趣，但由於她容易感到厭倦，所以在受訪被問及興趣時，她可能會感到回答有些困難。當她想唱歌時，因為覺得去卡拉OK有些麻煩，她會選擇彈奏吉他，而她的吉他技術是完全通過自學取得的。
她從2歲開始學習日本舞踊，並且取得了相應的資格。此外，她身體靈活，即使沒有進行伸展運動，也能夠輕鬆地進行類似「エビぞり」（歌舞伎的一種表演技法，像蝦子一樣向後拱起身體）的動作，並將腳伸向下巴。
她的藝名是與父母共同考慮而來的。「こな」是她曾經飼養的狗的名字，而「こ」是她本名瑚都（こと）含有的字。在使用本名的時期，她經常被事務所的工作人員稱為「こっちゃん」，而為了避免改名後造成混淆，她選擇以這樣的方式組成藝名。
至於「月音」，「月」是她因為她喜歡月亮，而且由於她的工作與音樂有關，因此她加入了「音」。此外，她解釋道，藝名「つきねこな」中有「ねこ」，為日語中貓的發音，並且她自己也有養貓，因此決定就這樣加入名字當中。

## 出演作品
粗體字為主要角色。

### 遊戲
- Link! Like! Love Live!（日语：ラブライブ!蓮ノ空女学院スクールアイドルクラブ）（2023年，藤島慈[10] ）

## 音樂作品
以蓮之空女學院學園偶像俱樂部為名義的活動請參照「蓮之空女學院學園偶像俱樂部」

### 參與作品
| 發行日期      | 商品名稱                          | 演唱名義                      | 歌曲                                                            | 備註                         |
| ------------- | --------------------------------- | ----------------------------- | --------------------------------------------------------------- | ---------------------------- |
| 2018年6月20日 | おしりたんてい 主題歌ミニアルバム | おしりたんてい こどもコーラス | 「ププッとフムッとかいけつダンス 〜こどもコーラスバージョン〜」 | 電視動畫《屁屁偵探》相關歌曲 |

### 組合成員
1. ↑  田口乙葉（日语：田口乙葉）、後本萌葉（日语：後本萌葉）、黒嵜菜菜子（日语：黒嵜菜々子）、三浦瑚都、小泉柚奈、只野維織、山本幸輝、佐久間玲駈

## 外部連結
- 月音こな - Apollo Bay （页面存档备份，存于）（日語）
- 月音瑚奈的X（前Twitter）（日語）